# Robert Weimar
Robert Weimar (* 13. Mai 1932 in Köln; † 28. Februar 2013) war ein deutscher Rechtswissenschaftler und Psychologe.

## Leben
Robert Weimar studierte Rechtswissenschaft an den Universitäten Köln, Bonn, Heidelberg, Innsbruck, Bern und Basel, Verwaltungswissenschaften an der Deutschen Hochschule für Verwaltungswissenschaften Speyer (DHV) sowie Psychologie an den Universitäten Heidelberg und Basel. Die Erste juristische Staatsprüfung legte er 1956 am Oberlandesgericht Köln ab, die Zweite juristische Staatsprüfung 1960 bei dem Landesjustizprüfungsamt in Düsseldorf. An der Universität Basel legte er das Lizentiatsexamen (lic.iur.utr.) ab und promovierte 1965 bei Karl Spiro in Basel zum doctor iuris utriusque. 1967 folgte bei Hans Kunz die Promotion zum philosophiae doctor et artium liberalium magister der Universität Basel. Unter Martin Hautzinger (Tübingen) erwarb Weimar die staatliche Ermächtigung zur Ausübung der Psychotherapie (Mainz 1995): International ausgerichtete Aufbaustudien schloss Weimar mit dem LL.M. (Universität Heidelberg) bei Erik Jayme und dem LL.M. (Universität Basel) bei Ernst August Kramer ab (2001): Später folgten Weimars Heidelberger Psychologie-Promotion bei Joachim Funke (2006) und die Promotion zum Dr. rer. publ. an der DHV Speyer bei Waldemar Schreckenberger (2009).
Weimar war von 1964 bis 1968 als Richter des Landes Nordrhein-Westfalen an den Bundesgerichtshof in Karlsruhe abgeordnet, nachdem er 1961 zum Richter am Landgericht Köln ernannt worden war. 1968 folgte die Ernennung zum Richter am Oberlandesgericht Düsseldorf und 1970 bis 1972 die Abordnung an das Bundesverfassungsgericht. Von 1974 bis zur Emeritierung 1994 wirkte Robert Weimar als Professor für Bürgerliches Recht, Handels- und Wirtschaftsrecht an der Universität Siegen. Rufe nach Münster und Dortmund lehnte er ab. Viele Jahre war er Prüfer im Referendarexamen bei dem Justizprüfungsamt des Oberlandesgerichts Düsseldorf. Von 1994 bis 2006 war Weimar deutscher Rechtsanwalt und Partner einer international orientierten Anwaltssozietät im Verbund von Consulegis (Zürich). Weimar, der verschiedene Gastprofessuren innehatte, lehrte auch an den Universitäten Köln, Karlsruhe, Düsseldorf, Lüneburg, Heidelberg, Krems und Wien. Zuletzt forschte und lehrte er an der Ruprecht-Karls-Universität Heidelberg.
Robert Weimar war Ehrendoktor der Staatlichen Pädagogischen Universität Moskau (MPGU). Er legte mehr als 400 Publikationen zum Bürgerlichen Recht, Handels-, Gesellschafts- und Wirtschaftsrecht sowie zur Rechtstheorie, Neurojurisprudenz und Psychologie vor. Weimar war Herausgeber der Schriftenreihe Wirtschaftsrecht und Wirtschaftsverfassung des Instituts für Wirtschaftsrecht und Wirtschaftsgesetzgebung Siegen, Herausgeber der Schriften zur Neurojurisprudenz, Mitherausgeber der Travaux scientifiques de la Faculté Européenne des Sciences du Foncier Strasbourg, Mitbegründer von Theorie und Praxis - Beiträge zum gesamten Bodenrecht, Mitherausgeber der Beiträge zur Allgemeinen Rechts- und Staatslehre, Mitbegründer der Salzburger Schriften zur Rechts-, Staats- und Sozialphilosophie, Mitherausgeber der Schriften zur Rechtspsychologie (SRP) sowie Mitherausgeber der Schriften zur Humanitäts- und Glücksforschung. Weimar war Mitbegründer (1991) und früheres Vorstandsmitglied (1991–2008) des Europäischen Instituts für Rechtspsychologie in Zürich. Seit 2003 wirkt er als Forschungskoordinator im Robert-Weimar-Institut (RWI) Bonn - Forschungsinstitut für Neurojurisprudenz. Ab 2010 war er Präsident der Internationalen Akademie der Coachingwissenschaften (IACW), Zürich sowie Präsident des Internationalen Forums der Beratungswissenschaft (IFBW), Zürich.

## Forschungsfelder
Weimar beschäftigte sich mit dem deutschen und europäischen Wirtschaftsrecht und der Rechtstheorie, darüber hinaus mit den psychologischen und neurowissenschaftlichen Grundlagen des Denkens und  Entscheidens (siehe Neurojurisprudenz, Neuro-Administratics, Neurokognition der Entscheidungsfindung, Rechtspsychologie): Seine wissenschaftliche Grundposition ist in seinem als Klassiker der Rechtspsychologie geltenden Werk „Psychologische Strukturen richterlicher Entscheidung“ (1969, Neudruck 1996) markiert. Weimars zentrale These ist, dass wir zur Realität nur vermittelt durch Interpretationen und Ausblendungen Zugang haben (ways of worldmaking): Weimar war Begründer auch der akademischen Disziplin Rechtsberatungslehre (doctrine of legal advising), die in den Rechtsfakultäten seit der anwaltsorientierten Blicköffnung der juristischen Ausbildung etabliert ist. Weltweit neu war sein jüngstes interdisziplinäres Forschungsfeld Neuro-Wealth Management.

## Auszeichnungen (Auswahl)
- Ordentliches Akademiemitglied - Internationale Akademie der Coachingwissenschaften (Schweiz 2010)
- Status of Excellence in Education - The Research Academy of Cambridge (Großbritannien 2007)
- German-Chinese Research Foundation for Traditional Chinese Medicine - Member of the Scientific Advisory Board (Deutschland/China 2007)
- Wissenschaftliches Akademiemitglied - Thure-von-Uexküll-Akademie (Deutschland 2005)
- Katolicki Uniwersytet Lubelski Medal (Polen 1983)
- Excmo Ayuntamiento de Granada (Spanien 1983)
- Franz-Böhm-Medaille (Deutschland 1977)
- Milenario del Tribunal las Aguas Valencia (Spanien 1977)

## Schriften (Auswahl)
- R. Weimar: Rechtsanwälte - die „unentdeckten“ Rechtsmacher. WiWi-Online AG, Hamburg 2010.
- R. Weimar: Rechtsfortbildung durch die Verwaltung. DÖV 2009, 932 ff 2009.
- R. Weimar: Neuro-Wealth Management. WiWi-Online AG, Hamburg 2008.
- R. Weimar: Einheit und Vielfalt der Rechtstheorie. Duncker & Humblot, Berlin 2008.
- R. Weimar: Konflikt und Entscheidung. Psychologische Theorien und Konzepte auf dem Prüfstand. Lang, Frankfurt am Main 2008.
- R. Weimar: Rechtsfindungs-Management in der öffentlichen Verwaltung und Neurowissenschaften. WiWi-Online AG, Hamburg 2008.
- R. Weimar: Subunternehmervertrag – Outsourcingvertrag. 3. Auflage. Recht & Wirtschaft, Frankfurt am Main 2008.
- R. Jakob, M. Usteri, R. Weimar (Hrsg.): Recht & Psychologie. Gelebtes Recht als Objekt qualitativer und quantitativer Betrachtung. Festschrift für Manfred Rehbinder. Lang, Bern 2006.
- R. Weimar, G. Leidig: Evolution, Kultur und Rechtssystem. (= Beiträge zur Politikwissenschaft. Bd. 82). Lang, Frankfurt am Main 2002.
- H. Lenk, R. Weimar (Hrsg.): Schriften zur Humanitäts- und Glücksforschung. Band 1, Lang, Frankfurt am Main / Bern / Bruxelles / New York / Oxford / Wien 2001 ff.
- R. Weimar, K.-P. Grote (Hrsg.): Krisenmanagement in der GmbH. Gabler, Wiesbaden 1998.
- R. Weimar: Psychologische Strukturen richterlicher Entscheidung. Neudruck. Stämpfli, Bern 1996.
- R. Weimar: Treuhandgesetz. Kommentar. Kohlhammer, Stuttgart 1993.
- R. Weimar, P. Schimikowski: Grundzüge des Wirtschaftsrechts. 2. Auflage. Vahlen, München 1993.
- R. Weimar: Nachprivatisierungsprobleme. Kommunikationsforum, Köln 1992.
- T. Oehlinger, R. Weimar (Hrsg.): Die Europäische Raumordnungscharta. Lang, Frankfurt am Main / Bern / New York / Paris 1991.
- R. Weimar, P. Schimikowski: Bürgerliches Recht. 4. Auflage. Werner-Verlag, Düsseldorf 1991.
- M. Straube, R. Weimar (Hrsg.): Jurist und Technik zwischen Wissenschaft und Praxis. Festschrift für Josef Kühne. Orac, Wien 1984.
- G. Frohberg, O. Kimminich, R. Weimar (Hrsg.): Recht – Umwelt – Gesellschaft. Festschrift für Alfred Pikalo. Schweitzer, Berlin 1979.
- R. Weimar (Hrsg.): Die Ordnung des Bodens – heute und morgen. (= Travaux scientifiques de la Faculté Européenne des Sciences du Foncier  Strasbourg. Vol. 1). Lang, Frankfurt am Main / Bern / New York 1983.
- R. Weimar (Hrsg.): Festschrift für Franz Schad zum 70. Geburtstag. Verlag  Deutsche Wohnungswirtschaft, Düsseldorf 1978.
- G. Frohberg, A. Pikalo, R. Weimar (Hrsg.): Theorie und Praxis. Beiträge zum gesamten Bodenrecht. (= Deutsche Wohnungswirtschaft. Vol. 1). Düsseldorf 1977 ff.
- R. Weimar: Versorgung und materiale Gleichheit. Zur Bindung des Gesetzgebers an verfassungsrechtliche Handlungspflichten im Bereich der Rentenpolitik. Schack von Wittenau, Überlingen 1977.
- R. Weimar: Untersuchungen zum Problem der Produkthaftung. Ein Beitrag zur soziologischen Rechtsforschung. (= Basler Studien zur Rechtswissenschaft. Vol. 79). Helbing & Lichtenhahn, Basel 1967.